# کبوتردریایی دم‌کوتاه
کبوتردریایی دم‌کوتاه (نام علمی: Puffinus tenuirostris) نام یک گونه از سرده کبوتردریایی‌های آب‌شکاف است.